# Arvo Tuominen
Arvo ”Poika” Tuominen, född 5 september 1894 i Tavastkyro, Storfurstendömet Finland, Kejsardömet Ryssland , död 27 maj 1981 i Tammerfors, var en finländsk politiker och tidningsman. Tuominen var medredaktör för Kansan Lehti under Finska inbördeskriget, senare också chefredaktör och var även ledare för Finlands kommunistiska parti (FKP) under 1930-talet samt sekreterare i Komintern.
Då vinterkriget började 1939 var han ledare för FKP och stationerad i Stockholm. Han vägrade delta i Terijokiregeringen där han lovades plats som premiärminister. Under kriget var han av den åsikten att "Finlands försvarskamp mot Sovjet är vad Lenin avsåg med ett berättigat krig" och försköts därfor av de finska kommunisterna.
Tuominen återvände från Sverige 1956 och var riksdagsman för Socialdemokraterna (SDP) 1958–1962. Han har även skrivit många böcker, varav den mest kända är Klockorna i Kreml (Kremlin kellot).

## Produktion
- Skärans och hammarens väg (Sirpin ja vasaran tie). Översättning från finskan av Ragnar Numelin. Tiden, 1957.
- Klockorna i Kreml (Kremlin kellot). Översättning från finskan av Ragnar Numelin. Tiden, 1958.
- På jorden och under jorden (Maan alla ja päällä). Tiden, 1958.
- Myrskyn aikaa. Tammi, 1970
- Myrskyn mentyä: Kommunistinen vai demokraattinen Suomi? Tammi, 1971
- Tarvitaanko Suomessa vallankumousta? Tammi, 1974
- Ettei totuus unohtuisi. Tammi, 1976